# Piattaforma politica di Astana
La piattaforma politica di Astana è stata creata dopo numerosi incontri a Nur-Sultan tra membri delle forze di opposizione siriane. La piattaforma è guidata dalla politica siriana Randa Kassis.

## Sequenza temporale
- 9 aprile 2015: durante una conferenza stampa durante i colloqui in Siria a Mosca, Kassis ha invitato il presidente kazako Nursultan Nazarbayev a ospitare l'opposizione siriana per un nuovo ciclo di negoziati a causa[2] della neutralità del Kazakistan e dei buoni rapporti con i membri permanenti del Consiglio di sicurezza delle Nazioni Unite[3]
- 21 aprile 2015: Nazarbayev accetta di ospitare il nuovo ciclo di negoziati tra le forze di opposizione siriane.[4]
- 1º maggio 2015: il ministro degli esteri kazako Erlan Idrisov e Kassis hanno istituito una piattaforma politica per riunire i membri dell'opposizione siriana nella capitale kazaka Astana, che in seguito sarà conosciuta come la "piattaforma politica Astana"[5]
- 25-27 maggio 2015: prima tornata di negoziati mediata da Idrisov.[6]
- 28 maggio 2015: le forze di opposizione rilasciano una dichiarazione congiunta che chiede una graduale transizione politica del potere, il ritiro di tutti gli insorti stranieri coinvolti nel conflitto e il rilascio di tutti i prigionieri politici. Hanno anche chiesto che il Kazakistan accetti di ospitarli nuovamente per una seconda tornata di negoziati.[7]
- 17–18 settembre 2015: il Center of Political and Foreign Affairs (CPFA), guidato da Fabien Baussart, organizza una conferenza dal titolo "Colloqui di pace in Kazakistan" con il governo kazako di Astana.[8] I partecipanti alla conferenza erano numerosi Premi Nobel per la Pace e altri politici di spicco, politici kazaki tra cui il presidente Nazarbayev, Fabien Baussart e Randa Kassis.[9] Durante la conferenza, Kassis chiese a Nazarbayev di ospitare una seconda tornata di negoziati in ottobre, che accettò.[10][11]
- 2-4 ottobre 2015: seconda tornata di negoziati tra le forze di opposizione siriane guidate dal segretario di stato del Kazakistan Gulshar Abdeskalkova e mediate da Baussart e dal viceministro degli affari esteri del Kazakistan Askar Mussinov.[12][13]
- 5 ottobre 2015: i partecipanti alla seconda tornata di negoziati rilasciano una dichiarazione congiunta che chiede una riforma della costituzione siriana e del processo elettorale.[13][14]
- 1º febbraio - 23 marzo 2016: la piattaforma politica di Astana è invitata dall'inviato speciale delle Nazioni Unite per la Siria Staffan de Mistura a partecipare ai colloqui di pace di Ginevra 2016[15] insieme ad altre forze di opposizione tra cui la piattaforma di Mosca, l'High Negotiation Committee (HNC) e la piattaforma del Cairo.[16][17]

## Istituzione di una commissione costituzionale siriana
Nel marzo 2017, la piattaforma politica di Astana ha invitato numerosi accademici, costituzionalisti e figure politiche siriane al fine di iniziare a redigere una nuova costituzione per la Siria L'iniziativa è stata lanciata da Kassis e successivamente sostenuta dal Ministero degli Affari Esteri della Russia.
La bozza della costituzione siriana è stata completata nel luglio 2017 con l'aiuto dell'esperto costituzionalista francese Xavier Latour, ex ministro degli affari esteri della Turchia Yasar Yakis ed ex ministro degli affari esteri d'Italia Giulio Terzi

## Il Congresso siriano a Soči
Il 13 gennaio 2018, Soči ha ospitato il Congresso nazionale siriano, dove numerosi rappresentanti etnici siriani e forze di opposizione - compresa la piattaforma di Astana - si sono incontrati per discutere di varie questioni. Kassis ha sottolineato l'importanza di creare un comitato costituzionale al fine di facilitare il processo di pace, che le Nazioni Unite e la troika di Astana - Russia, Iran e Turchia - hanno successivamente concordato.